# 151657 Finkbeiner
151657 Finkbeiner è un asteroide della fascia principale. Scoperto nel 2002, presenta un'orbita caratterizzata da un semiasse maggiore pari a 2,6291741 UA e da un'eccentricità di 0,1641330, inclinata di 10,06105° rispetto all'eclittica.